# Don Cornelio Ladilla y su señora María
Don Cornelio Ladilla y su señora María es una historieta española creada por Vázquez bajo el pesudónimo de Sappo en 1978 para la revista El Papus que trata sobre un hombre que siempre que llega a casa descubre que su mujer le está siendo infiel.

## Trayectoria editorial
La serie se empezó a publicar en el número 225 de la revista El Papus en 1978. En 1979 fueron recopiladas varias historietas en álbum por editorial Ceres y más tarde el autor se autoeditó un segundo libro. Con el mismo contendido pero otra portada se editó también dentro de la colección El Papus. En 2010 aparecieron algunas historietas dentro del álbum Lo peor de Vázquez.

## Argumento y personajes
La serie consiste en historietas de dos páginas que comienzan siempre con la misma premisa. Don Cornelio llega a su casa y descubre que su esposa está con un amante. A partir de ahí la acción podía derivar de cualquier modo, como que el marido fuera hipnotizado, que el amante retara al marido a un duelo de espadas y aprovechara el momento de la cuenta atrás para huir, etc.
Los dibujos seguían la estética "feísta" de otras series de la revista y las historietas eran mudas o casi mudas. Por ejemplo, en una historieta Cornelio ayuda a uno de los amantes a terminar un crucigrama, siendo la palabra que faltaba irónicamente cornudo, la única que se pronuncia en esa historieta. La serie se explica por el contexto de libertad que siguió a la muerte de Franco y hoy día sería impublicable debido fundamentalmente a las escenas de violencia conyugal. Así, por ejemplo, en la primera historieta publicada Cornelio después de apartar a su mujer con el pie, dispara varias veces al armario donde ha visto refugiarse al amante, pero a cada disparo oye un insulto desde dentro del mueble, cuando lo abre descubre los cuerpos sin vida de seis hombres que había escondidos.